# Egon Klepsch
Egon Alfred Klepsch (30 de gener de 1930 - 18 de setembre de 2010) va ser un polític alemany (CDU).
Entre els anys 1963 i 1969, Klepsch va ser líder federal de la Junge Union. El 1965 va treballar breument com a director de campanya electoral de Ludwig Erhard. El mateix any va ser elegit membre del Bundestag alemany, al qual va pertànyer fins al 1980.
Des de 1964, Klepsch havia estat actiu en l'àmbit europeu. Des de 1973 va ser diputat al Parlament Europeu en paral·lel al Bundestag. Després de les primeres eleccions directes al parlament el 1979, Klepsch va esdevenir president del grup parlamentari del Partit Popular Europeu (PPE). Després d'haver-se presentat en va el 1982 al càrrec de president del Parlament Europeu, va ser elegit el 1992 amb el suport dels grups parlamentaris de l'EPP i del Partit dels Socialistes Europeus. El 1994 es va retirar del Parlament Europeu i va esdevenir assessor de Deutschen Vermögensberatungs AG.